# آلفا رومئو ۲۰/۳۰ اچ‌پی ای‌اس اسپورت

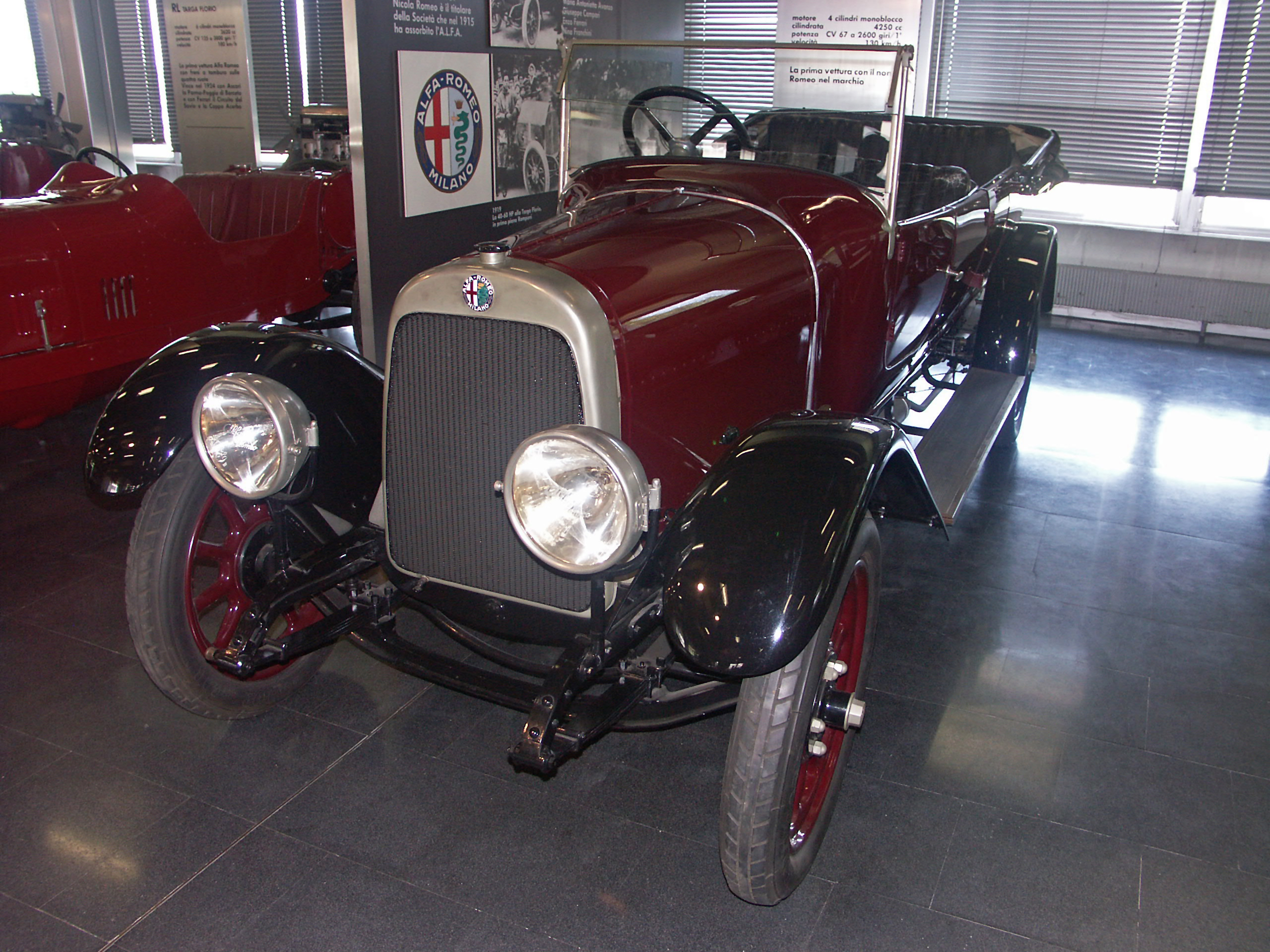

آلفارومئو ۲۰/۳۰ اچ‌پی ای‌اس اسپورت (Alfa Romeo ۲۰/۳۰ HP ES Sport) خودرویی است که در سال‌های ۱۹۲۱ تا ۱۹۲۲تولید شده‌است.
طراحی آن خودروهای موتور جلو-محور عقب بوده است.
موتور آن ۴۲۵۰ سی‌سی است.